# Saint-André-Capcèze
Pour les articles homonymes, voir Saint-André.
Saint-André-Capcèze est une commune française de la haute vallée de la Cèze, dans les Cévennes, située dans l'est du département de la Lozère à la limite immédiate du département du Gard, en région Occitanie.
Exposée à un climat méditerranéen, elle est drainée par la Cèze et par divers autres petits cours d'eau. Incluse dans les Cévennes, la commune possède un patrimoine naturel remarquable : deux sites Natura 2000 (les « hautes vallées de la Cèze et du Luech » et « les Cévennes ») et trois zones naturelles d'intérêt écologique, faunistique et floristique.
Saint-André-Capcèze est une commune rurale qui compte 205 habitants en 2022, après avoir connu un pic de population de 548 habitants en 1866.  Ses habitants sont appelés les Andrécézois.

## Géographie

### Localisation
Saint-André-Capcèze est située à la limite orientale de la Lozère et à la limite nord-est de la région Occitanie.
Dans l’est du Parc national des Cévennes, située entre les contreforts orientaux du Mont-Lozère et à l’ouest le Parc Naturel Régional des monts d’Ardèche, la localité se trouve dans les Cévennes des serres et des valats, territoire aux grandes vallées, profondes, taillées en V, elle constitue le début de la vallée de la Cèze qui prend sa source sur la commune.
Par la route, Saint-André-Capcèze est distance de 50 km d’Alès au Sud, de 62 km de la préfecture départementale Mende à l’ouest, de 49 km de Langogne au nord.

### Communes limitrophes
Les communes limitrophes sont  Pied-de-Borne, Ponteils-et-Brésis, Pourcharesses et Villefort.
|               | Villefort           | Pied-de-Borne             |
| Pourcharesses | Saint-André-Capcèze |                           |
|               |                     | Ponteils-et-Brésis (Gard) |

### Hydrographie
La Cèze prend sa source sur le territoire de la commune, avant d'entrer dans le Gard.

### Climat
Pour des articles plus généraux, voir Climat de l'Occitanie et Climat de la Lozère.
En 2010, le climat de la commune est de type climat méditerranéen franc, selon une étude s'appuyant sur une série de données couvrant la période 1971-2000. En 2020, Météo-France publie une typologie des climats de la France métropolitaine dans laquelle la commune est exposée à un climat de montagne ou de marges de montagne et est dans la région climatique Sud-est du Massif Central, caractérisée par une pluviométrie annuelle de 1 000 à 1 500 mm, minimale en été, maximale en automne.
Pour la période 1971-2000, la température annuelle moyenne est de 11,1 °C, avec une amplitude thermique annuelle de 16,6 °C. Le cumul annuel moyen de précipitations est de 1 782 mm, avec 9 jours de précipitations en janvier et 4,9 jours en juillet. Pour la période 1991-2020, la température moyenne annuelle observée sur la station météorologique la plus proche, située sur la commune de Villefort à 3 km à vol d'oiseau, est de 11,8 °C et le cumul annuel moyen de précipitations est de 1 888,9 mm,. Pour l'avenir, les paramètres climatiques de la commune estimés pour 2050 selon différents scénarios d'émission de gaz à effet de serre sont consultables sur un site dédié publié par Météo-France en novembre 2022.

### Milieux naturels et biodiversité

#### Atlas de la biodiversité communale[13]
Entre 2020 et 2024, les communes de Saint-André-Capcèze (Lozère) et de Ponteils-et-Brésis (Gard) ont mené conjointement un Atlas de la Biodiversité Communale (ABC), un projet destiné à renforcer leurs liens et à valoriser la biodiversité locale. Soutenue par le Parc national des Cévennes et l'Office français de la biodiversité, cette initiative a permis d'améliorer la connaissance du patrimoine naturel des deux communes.
Le territoire étudié, s'étendant de 374 mètres en bordure de la Cèze à 1 470 mètres d'altitude dans le Parc national des Cévennes, est caractérisé par une grande diversité de milieux, allant des zones humides aux éboulis rocheux plus secs. Ce secteur est reconnu pour sa biodiversité exceptionnelle, notamment au travers du classement de la Haute vallée de la Cèze et du Luech au réseau Natura 2000. La diversité des habitats (prairies, landes à bruyères, châtaigneraies, rochers, falaises) a permis de documenter une faune variée au cours des quatre années de l'ABC.
Au-delà de la recherche scientifique, l’ABC a été un outil d’animation locale, impliquant les habitants, résidents secondaires et visiteurs dans de nombreuses activités de sensibilisation. Divers acteurs locaux, tels que des associations, des professionnels de la randonnée, de la pêche, des artistes et des enseignants, ont contribué au succès du projet.
En outre, cet atlas a permis d’initier un projet visant à préserver les milieux ouverts, souvent maintenus par des activités agricoles traditionnelles aujourd’hui en déclin. Cette raréfaction a contribué à l’uniformisation des paysages, à une augmentation des risques d’incendie et à des défis pour le tissu socio-économique local. Le projet ABC a ainsi soutenu l’installation de nouveaux acteurs agricoles pour revitaliser ces pratiques.
Les inventaires semi-participatifs ont impliqué la population dans la collecte d'informations sur la faune et la flore, rassemblant des observations sur des espèces communes et rares. L’ABC a ainsi offert une opportunité pour tous, experts ou simples curieux, de participer à la protection de la biodiversité locale.

#### Espaces protégés
La protection réglementaire est le mode d’intervention le plus fort pour préserver des espaces naturels remarquables et leur biodiversité associée,.
Dans ce cadre, la commune fait partie de la zone cœur du Parc national des Cévennes. Ce  parc national, créé en 1967, est un territoire de moyenne montagne formé de cinq entités géographiques : le massif de l'Aigoual, le causse Méjean avec les gorges du Tarn et de la Jonte, le mont Lozère, les vallées cévenoles ainsi que le piémont cévenol.
Les Cévennes sont également un territoire reconnu réserve de biosphère par l'UNESCO en 1985 pour la mosaïque de milieux naturels qui la composent et qui abritent une biodiversité exceptionnelle, avec 2 400 espèces animales, 2 300 espèces de plantes à fleurs et de fougères, auxquelles s’ajoutent d’innombrables mousses, lichens, champignons,.

#### Réseau Natura 2000

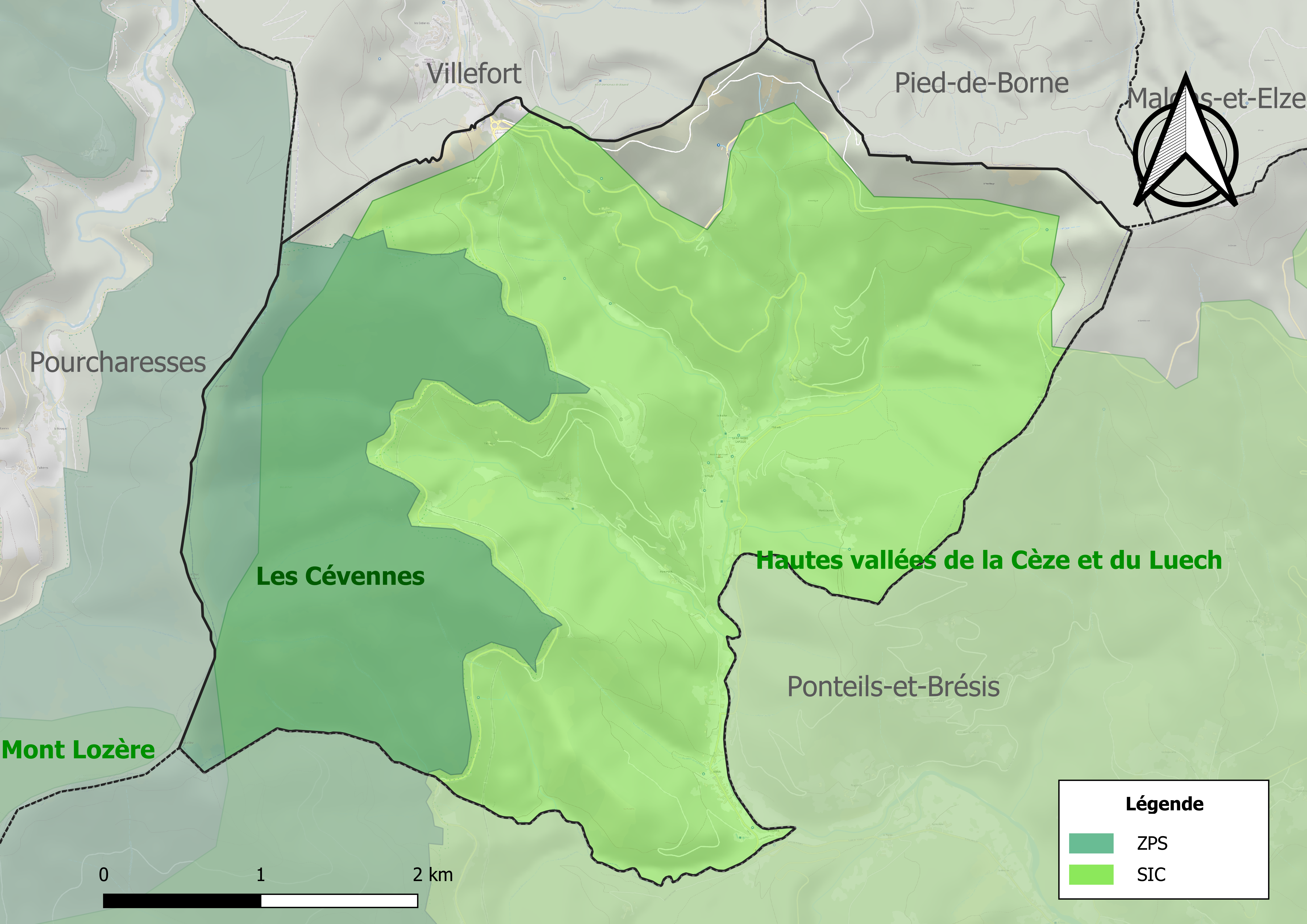
Site Natura 2000 sur le territoire communal.

Le réseau Natura 2000 est un réseau écologique européen de sites naturels d'intérêt écologique élaboré à partir des directives habitats et oiseaux, constitué de zones spéciales de conservation (ZSC) et de zones de protection spéciale (ZPS).
Un site Natura 2000 a été défini sur la commune au titre de la directive habitats :
- les « hautes vallées de la Cèze et du Luech », d'une superficie de 12 680 ha, correspondant à la partie amont du bassin versant de la Cèze. Elles présentent un patrimoine naturel remarquable, avec quatre espèces piscicoles : l'écrevisse à pattes blanches, le castor, la loutre et le barbeau méridional  et cinq habitats d'intérêt communautaire d'origine[21]

et un au titre de la directive oiseaux : 
- « les Cévennes », d'une superficie de 92 044 ha, correspondant précisément à la zone centrale du parc national des Cévennes et rassemblant plusieurs ensembles distincts. La diversité des milieux et des paysages permet le maintien d'une avifaune riche et diversifiée : au total, 135 espèces d'oiseaux, dont 22 inscrites à l'annexe 1 de la directive 79-409-CEE, recensées dans la zone centrale du parc, dont une vingtaine d'espèces de rapaces diurnes et sept nocturnes[22].

#### Zones naturelles d'intérêt écologique, faunistique et floristique
L’inventaire des zones naturelles d'intérêt écologique, faunistique et floristique (ZNIEFF) a pour objectif de réaliser une couverture des zones les plus intéressantes sur le plan écologique, essentiellement dans la perspective d’améliorer la connaissance du patrimoine naturel national et de fournir aux différents décideurs un outil d’aide à la prise en compte de l’environnement dans l’aménagement du territoire.
Une ZNIEFF de type 1 est recensée sur la commune :
les « vallées de la Régordane et de la Cèze jusqu'à la Tourette » (12 ha), couvrant 2 communes dont une dans le Gard et une dans la Lozère et deux ZNIEFF de type 2, : 
- le « massif du Mont Lozère » (40 064 ha), couvrant 22 communes dont trois dans le Gard et 19 dans la Lozère[25] ;
- les « vallées amont de la Cèze et de la Ganière » (10 752 ha), couvrant 11 communes dont neuf dans le Gard et deux dans la Lozère[26].

Cartes des ZNIEFF de type 1 et 2 à Saint-André-Capcèze.
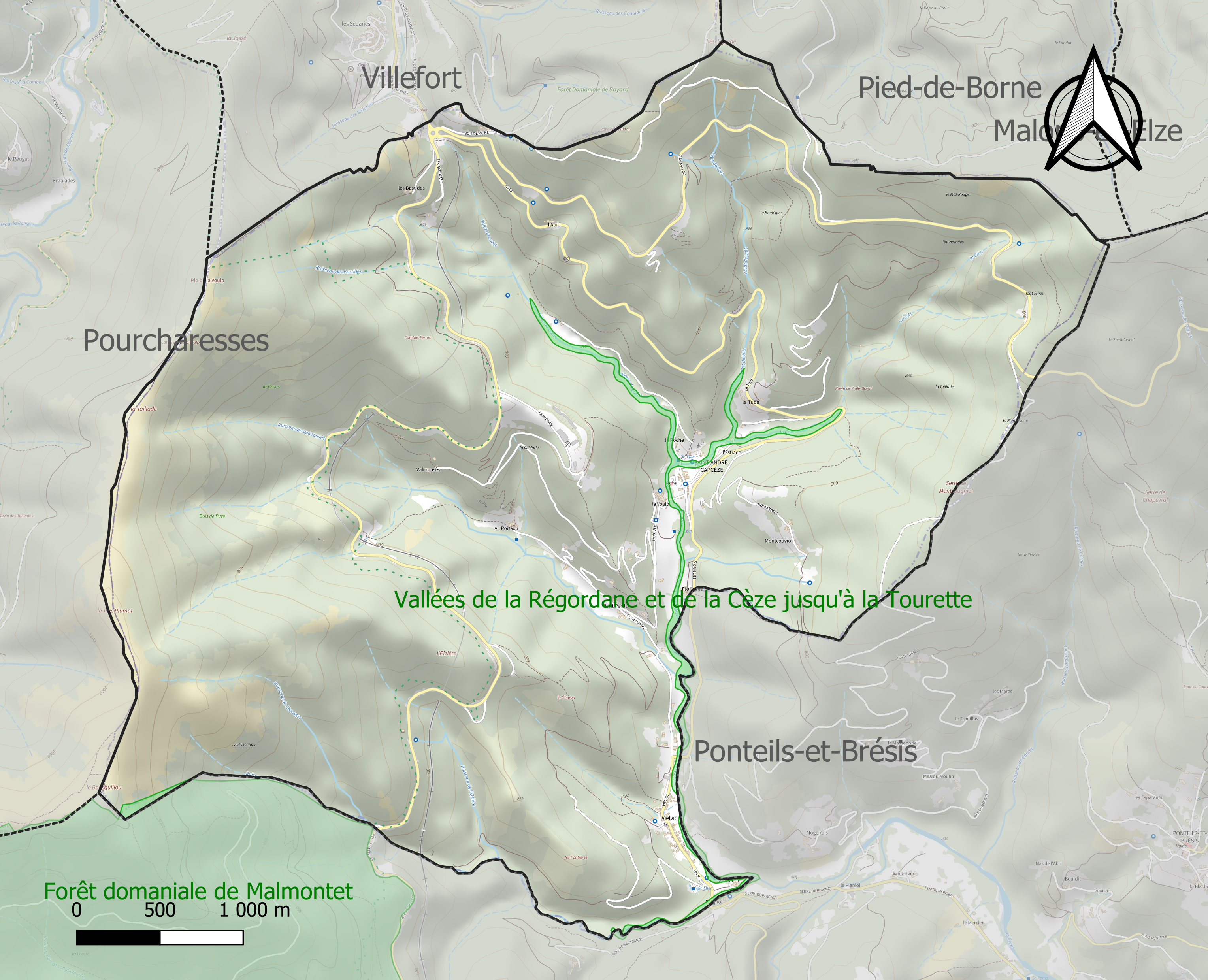
Carte de la ZNIEFF de type 1 sur la commune.
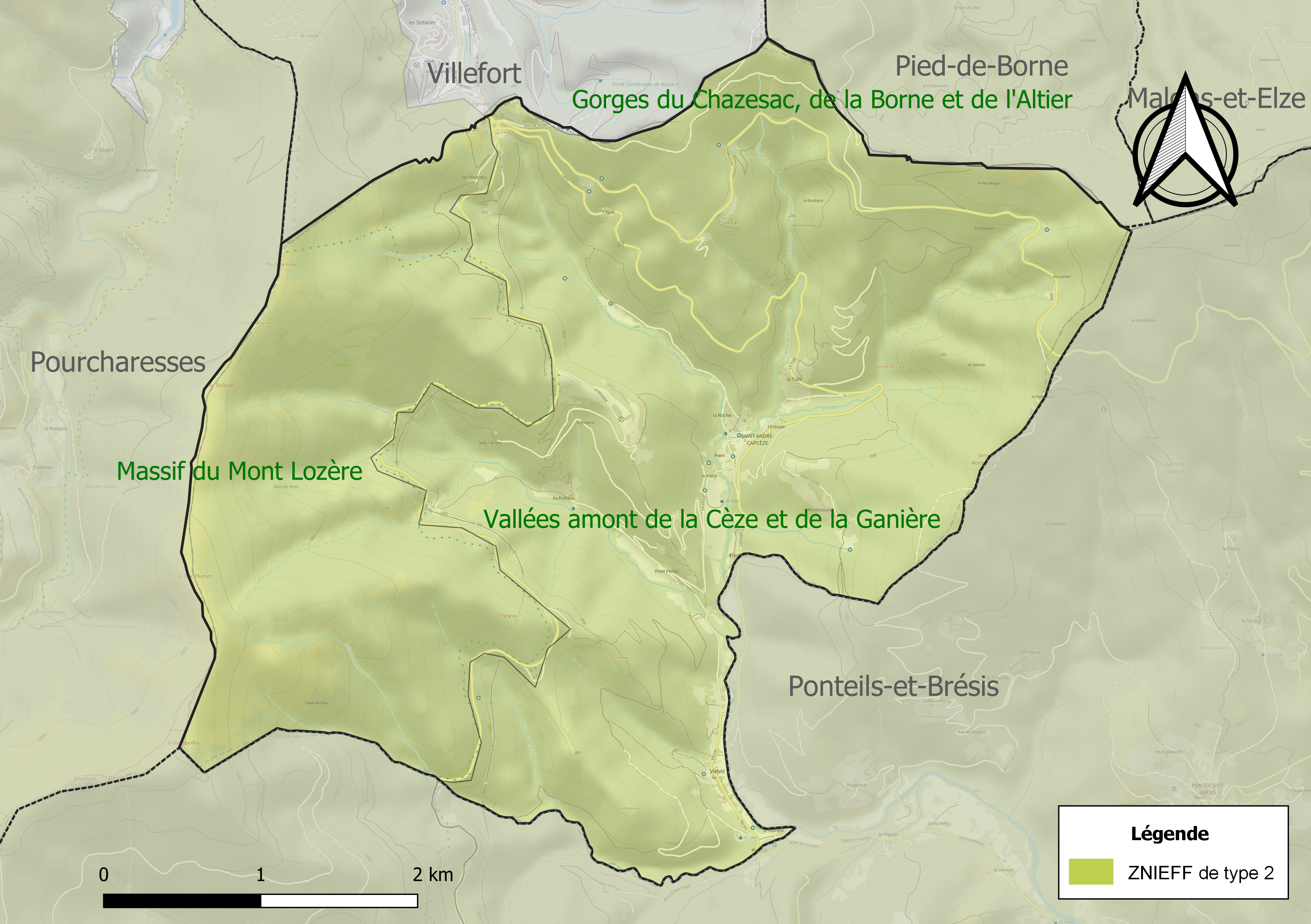
Carte des ZNIEFF de type 2 sur la commune.

## Urbanisme

### Typologie
Au 1er janvier 2024, Saint-André-Capcèze est catégorisée commune rurale à habitat dispersé, selon la nouvelle grille communale de densité à sept niveaux définie par l'Insee en 2022.
Elle est située hors unité urbaine et hors attraction des villes,.

### Occupation des sols
L'occupation des sols de la commune, telle qu'elle ressort de la base de données européenne d’occupation biophysique des sols Corine Land Cover (CLC), est marquée par l'importance des forêts et milieux semi-naturels (95,9 % en 2018), une proportion identique à celle de 1990 (95,9 %). La répartition détaillée en 2018 est la suivante : 
forêts (83,4 %), milieux à végétation arbustive et/ou herbacée (12,5 %), prairies (3,5 %), zones urbanisées (0,6 %). L'évolution de l’occupation des sols de la commune et de ses infrastructures peut être observée sur les différentes représentations cartographiques du territoire : la carte de Cassini (XVIIIe siècle), la carte d'état-major (1820-1866) et les cartes ou photos aériennes de l'IGN pour la période actuelle (1950 à aujourd'hui).

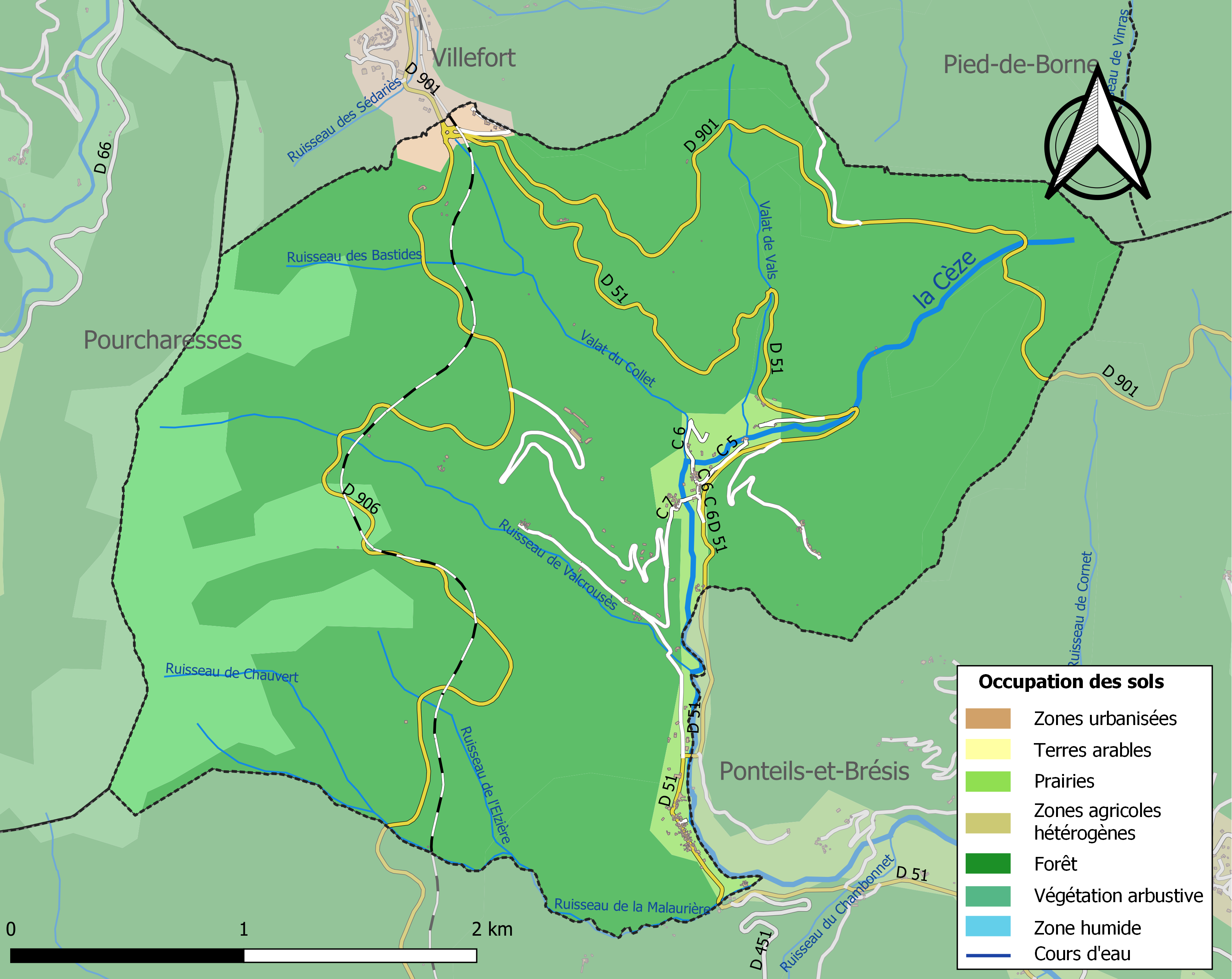
Carte des infrastructures et de l'occupation des sols de la commune en 2018 (CLC).

### Risques majeurs
Le territoire de la commune de Saint-André-Capcèze est vulnérable à différents aléas naturels : météorologiques (tempête, orage, neige, grand froid, canicule ou sécheresse), inondations, feux de forêts, mouvements de terrains et séisme (sismicité faible). Il est également exposé à un risque particulier : le risque de radon. Un site publié par le BRGM permet d'évaluer simplement et rapidement les risques d'un bien localisé soit par son adresse soit par le numéro de sa parcelle.

#### Risques naturels
Certaines parties du territoire communal sont susceptibles d’être affectées par le risque d’inondation par débordement de cours d'eau, notamment la Cèze. La commune a été reconnue en état de catastrophe naturelle au titre des dommages causés par les inondations et coulées de boue survenues en 1982, 1992, 2008 et 2014,.
Saint-André-Capcèze est exposée au risque de feu de forêt. Un plan départemental de protection des forêts contre les incendies (PDPFCI) a été approuvé en décembre 2014 pour la période 2014-2023. Les mesures individuelles de prévention contre les incendies sont précisées par divers arrêtés préfectoraux et s’appliquent dans les zones exposées aux incendies de forêt et à moins de 200 mètres de celles-ci. L’arrêté du 23 mars 2018, complété par un arrêté de 2020, réglemente l'emploi du feu en interdisant notamment d’apporter du feu, de fumer et de jeter des mégots de cigarette dans les espaces sensibles et sur les voies qui les traversent sous peine de sanctions. L'arrêté du 23 août 2021, abrogeant un arrêté de 2002, rend le débroussaillement obligatoire, incombant au propriétaire ou ayant droit,,.

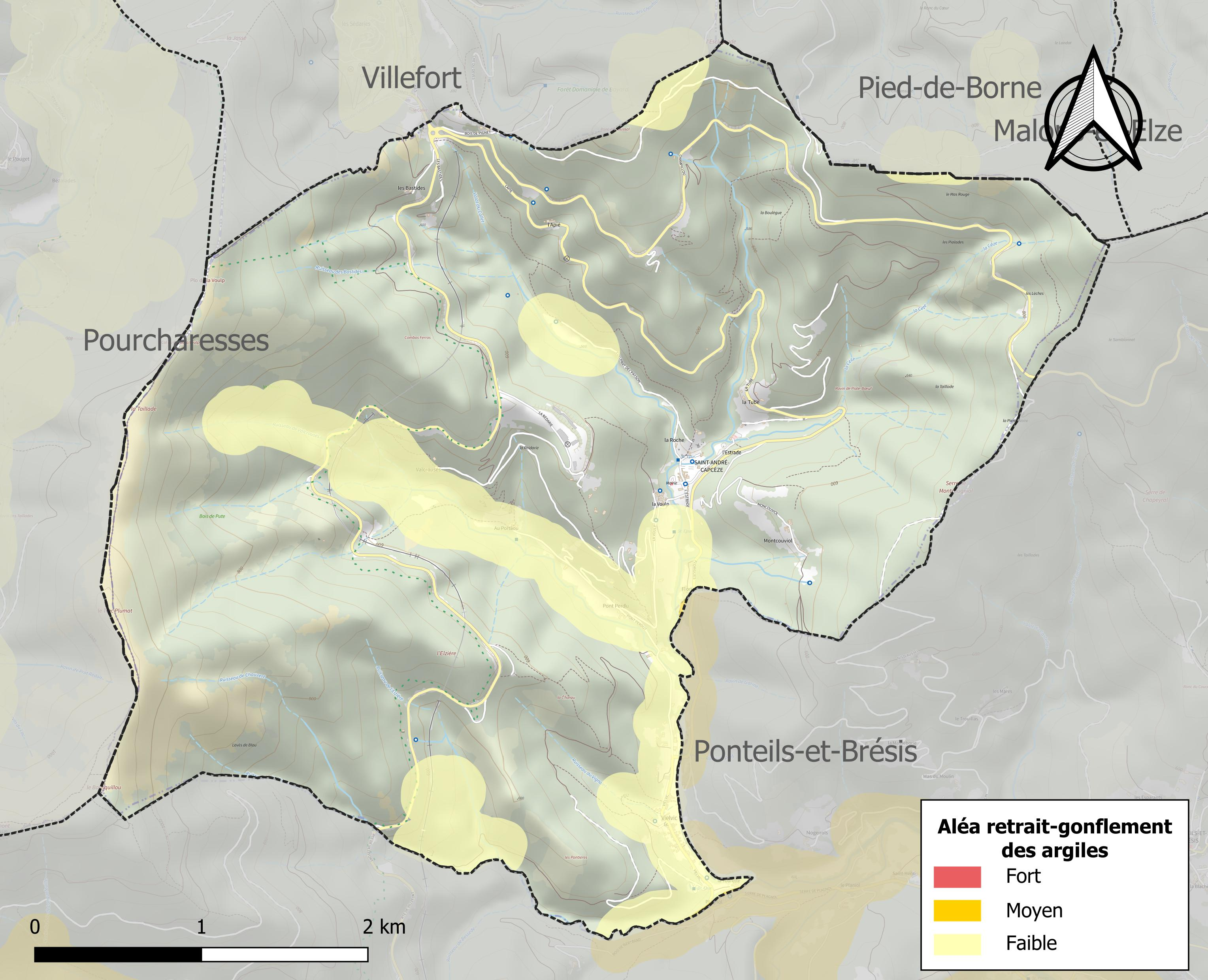
Carte des zones d'aléa retrait-gonflement des sols argileux de Saint-André-Capcèze.

Les mouvements de terrains susceptibles de se produire sur la commune sont des éboulements, chutes de pierres et de blocs et des glissements de terrain.
Le retrait-gonflement des sols argileux est susceptible d'engendrer des dommages importants aux bâtiments en cas d’alternance de périodes de sécheresse et de pluie. Aucune partie du territoire de la commune n'est en aléa moyen ou fort (15,8 % au niveau départemental et 48,5 % au niveau national). Sur les 120 bâtiments dénombrés sur la commune en 2019,  aucun n'est en aléa moyen ou fort, à comparer aux 14 % au niveau départemental et 54 % au niveau national. Une cartographie de l'exposition du territoire national au retrait gonflement des sols argileux est disponible sur le site du BRGM,.
Par ailleurs, afin de mieux appréhender le risque d’affaissement de terrain, l'inventaire national des cavités souterraines permet de localiser celles situées sur la commune.

#### Risque particulier
Dans plusieurs parties du territoire national, le radon, accumulé dans certains logements ou autres locaux, peut constituer une source significative d’exposition de la population aux rayonnements ionisants. Certaines communes du département sont concernées par le risque radon à un niveau plus ou moins élevé. Selon la classification de 2018, la commune de Saint-André-Capcèze est classée en zone 3, à savoir zone à potentiel radon significatif.

## Politique et administration
| Période | Période  | Identité        | Étiquette | Qualité                                    |
| ------- | -------- | --------------- | --------- | ------------------------------------------ |
| 2001    | En cours | Jean de Lescure | DVD       | Apiculteur, président de la CC Mont-Lozère |

## Démographie
L'évolution du nombre d'habitants est connue à travers les recensements de la population effectués dans la commune depuis 1793. Pour les communes de moins de 10 000 habitants, une enquête de recensement portant sur toute la population est réalisée tous les cinq ans, les populations de référence des années intermédiaires étant quant à elles estimées par interpolation ou extrapolation. Pour la commune, le premier recensement exhaustif entrant dans le cadre du nouveau dispositif a été réalisé en 2006.

En 2022, la commune comptait 205 habitants, en évolution de +13,26 % par rapport à 2016 (Lozère : +0,11 %, France hors Mayotte : +2,11 %).
| 1793 | 1800 | 1806 | 1821 | 1831 | 1836 | 1841 | 1846 | 1851 |
| ---- | ---- | ---- | ---- | ---- | ---- | ---- | ---- | ---- |
| 368  | 437  | 467  | 455  | 447  | 478  | 479  | 484  | 472  |

| 1856 | 1861 | 1866 | 1872 | 1876 | 1881 | 1886 | 1891 | 1896 |
| ---- | ---- | ---- | ---- | ---- | ---- | ---- | ---- | ---- |
| 470  | 427  | 548  | 402  | 402  | 383  | 383  | 327  | 295  |

| 1901 | 1906 | 1911 | 1921 | 1926 | 1931 | 1936 | 1946 | 1954 |
| ---- | ---- | ---- | ---- | ---- | ---- | ---- | ---- | ---- |
| 316  | 301  | 266  | 222  | 203  | 190  | 154  | 146  | 121  |

| 1962 | 1968 | 1975 | 1982 | 1990 | 1999 | 2006 | 2011 | 2016 |
| ---- | ---- | ---- | ---- | ---- | ---- | ---- | ---- | ---- |
| 148  | 104  | 112  | 104  | 113  | 145  | 174  | 166  | 181  |

| 2021 | 2022 | - | - | - | - | - | - | - |
| ---- | ---- | - | - | - | - | - | - | - |
| 197  | 205  | - | - | - | - | - | - | - |

## Économie

### Revenus
En 2018, la commune compte environ 63 ménages fiscaux, regroupant 130 personnes. La médiane du revenu disponible par unité de consommation est de 19 450 € (20 420 € dans le département).

### Emploi
|                | 2008  | 2013   | 2018  |
| -------------- | ----- | ------ | ----- |
| Commune        | 7,4 % | 11,5 % | 8,8 % |
| Département    | 5 %   | 6,4 %  | 7,1 % |
| France entière | 8,3 % | 10 %   | 10 %  |

En 2018, la population âgée de 15 à 64 ans s'élève à 114 personnes, parmi lesquelles on compte 73,5 % d'actifs (64,6 % ayant un emploi et 8,8 % de chômeurs) et 26,5 % d'inactifs,. Depuis 2008, le taux de chômage communal (au sens du recensement) des 15-64 ans est supérieur à celui du département, mais inférieur à celui de la France.
La commune est hors attraction des villes,. Elle compte 33 emplois en 2018, contre 33 en 2013 et 42 en 2008. Le nombre d'actifs ayant un emploi résidant dans la commune est de 76, soit un indicateur de concentration d'emploi de 43,6 % et un taux d'activité parmi les 15 ans ou plus de 54,5 %.
Sur ces 76 actifs de 15 ans ou plus ayant un emploi, 17 travaillent dans la commune, soit 23 % des habitants. Pour se rendre au travail, 81,3 % des habitants utilisent un véhicule personnel ou de fonction à quatre roues, 1,3 % les transports en commun, 12 % s'y rendent en deux-roues, à vélo ou à pied et 5,3 % n'ont pas besoin de transport (travail au domicile).

## Culture locale et patrimoine

### Lieux et monuments
- Église Saint-André de Saint-André-Capcèze. L'édifice est référencé dans la base Mérimée et à l'Inventaire général Région Occitanie[41].
- Chapelle Notre-Dame-de-Consolation de Vielvic.

### Personnalités liées à la commune
- Maurice André, trompettiste né à Alès, y a été inhumé le 1er mars 2012.

### Héraldique
| Saint-André-Capcèze | Le blasonnement de Saint-André-Capcèze est : de gueules à la fasce losangée d'or et d'azur. |